# Hotel Fuenti
L'Hotel Fuenti (il cui vero nome avrebbe dovuto essere Amalfitana Hotel), soprannominato spregiativamente "Mostro di Fuenti" è stato uno dei più noti edifici abusivi italiani.

## Storia
L'hotel sorgeva a Vietri sul Mare, in località Fuenti sulla costiera amalfitana arroccato su una scogliera di tufo a picco sul mare in cui sorgeva una cava di pietra calcarea, a poca distanza dalla storica Torre di Bassano del 1563.
La sua posizione e le sue dimensioni gli fecero ottenere da parte di Legambiente il soprannome di "ecomostro", definizione poi estesa ad altri edifici dalle caratteristiche simili ed entrata nel gergo comune italiano.
Oltre a essere stato il primo edificio a essere definito con questo neologismo, fu anche il primo a essere (almeno parzialmente) abbattuto.
La vicenda della sua costruzione venne definita "Un misfatto ecologico esemplare" dal giornalista Antonio Cederna nel 1972.

## La costruzione
L'Hotel Fuenti venne edificato a partire dal 1968 per volere della famiglia Mazzitelli, capitanata da Orfeo Mazzitelli.
La concessione iniziale riguardava una struttura alberghiera da 34 000 metri cubi di cemento, un edificio lungo 150 metri e alto 7 piani (più altri quattro livelli per 24 metri totali), con 2000 metri quadrati di superficie calpestabile.
Nonostante l'area su cui sarebbe dovuto sorgere l'edificio fosse soggetta a vincolo ambientale, la proprietà dell'albergo riuscì a ottenere la licenza edilizia comunale firmata dal sindaco Gino Masullo e il nulla-osta paesaggistico del sovrintendente regionale Armando Dillon, e incominciarono i lavori.
La costruzione durò tre anni per concludersi nel 1971, e fu accompagnata da aspre critiche e da azioni legali per impedire la distruzione della zona di scogliera su cui si arroccava la costruzione.
Nell'ambito della Giunta comunale espresse la sua ferma opposizione all'opera l'assessore Ovidio Gagliardo, attorno al quale si andò formando un gruppo di cittadini vietresi e salernitani: erano Pietro Amos, Alfonso Gambardella, Alfonso Tafuri, il gruppo salernitano di Italia Nostra che nel tempo raccolsero attorno a loro nomi prestigiosi dell'ambientalismo italiano, come Antonio Iannello, Elena e Alda Croce e Antonio Cederna; questa presenza determinò in modo significativo lo sviluppo della questione, che dopo trent'anni portò alla (per ora parziale) distruzione dell'edificio.

## La confisca
Durante dei sopralluoghi, furono rilevate forti differenze tra il progetto depositato e l'effettiva costruzione. Tra le più gravi discrepanze risultò la differenza tra gli sbancamenti previsti e quelli effettivamente eseguiti, che oltre a rendere l'opera più dannosa per il fianco della scogliera ne avrebbe potuto mettere a rischio la stabilità.
Questi abusi portarono dapprima alla revoca del nulla osta regionale, e in seguito, ma solo nel 1977, alla perdita della licenza comunale. Mazzitelli fece ricorso, ottenendo però un rifiuto dal TAR della Campania. La regione Campania già nel 1980 si pronunciò in favore dell'abbattimento.
Intanto, con il terremoto dell'Irpinia del 1980 e in attesa di sviluppi, l'albergo venne usato come centro di accoglienza per ospitare 600 persone, grazie a un finanziamento statale che prevedeva 23000 L. di rimborso per pasto erogato.
Nel 1981 il Consiglio di Stato confermò le revoche delle licenze, confiscando la struttura e impedendo l'inizio dell'attività.
Mazzitelli, il sindaco Masullo e il sovrintendente Dillon vennero condannati in primo grado per abuso edilizio, sentenza annullata dopo pochi mesi dalla Corte d'Appello di Salerno.

## I ricorsi
I proprietari nel 1985 cercarono di condonare l'edificio grazie a un provvedimento voluto dal governo di Bettino Craxi. Nonostante la domanda fosse stata accettata dalla Regione Campania, venne rifiutata dalla Sovrintendenza di Salerno e dal Ministero dei Beni Culturali.
I Mazzitelli ricorsero al TAR della Campania, ottenendo nel 1992 un pronunciamento contrario: i giudici confermarono la decisione del Ministero. Nel 1997 giunse a maturazione anche la sentenza del ricorso presso il Consiglio di Stato, anche questa negativa per il costruttore. Con questa sentenza, l'albergo venne qualificato come "non condonabile" e destinato all'abbattimento.
Intanto, nel 1994 erano fallite anche le richieste di regolarizzazione avanzate da Mazzitelli nell'ambito del condono voluto dal governo di Silvio Berlusconi.
Tra i vari progetti avanzati per salvare il "mostro" ve ne era stato uno dell'architetto Paolo Portoghesi che prevedeva un abbassamento di due piani: anche questo fu respinto in quanto non risolutivo.

## La demolizione
L'inizio della demolizione fu reso possibile solo dall'introduzione di un emendamento del deputato dei Verdi Sauro Turroni nel disegno di legge Ronchi recante "nuovi interventi in campo ambientale -  un disegno di legge proposto nel 1998 dal ministro Ronchi che sarebbe poi divenuto la legge n. 426/1998. L'emendamento venne approvato dall'aula e diventò parte della legge avanzata dal ministro dell'ambiente Edo Ronchi.
La legge rendeva più facili le procedure atte a concludere in tempi brevi le opere di demolizione degli edifici abusivi in aree protette dando al ministro la possibilità di procedere direttamente se necessario scavalcando le competenze delle autorità locali, facendo uso dei mezzi dell'esercito e garantendo un consistente fondo per il pagamento diretto dei lavori necessari.
Va rilevato che il disegno di legge era stato stilato appositamente per risolvere il caso del Fuenti e per la costiera amalfitana, ed era stato supportato da diverse associazioni ambientaliste per limitare il dilagare degli abusi nei parchi naturali e archeologici.
La nuova legge prevedeva l'intervento diretto del ministero: questo fatto era stato reso necessario dall'inerzia dimostrata dalle autorità di Vietri sul Mare nell'eseguire l'ordinanza d'abbattimento nei due anni precedenti.
I lavori di demolizione cominciarono il 23 aprile 1999 e si protrassero (intervallati da un ulteriore ricorso al TAR) fino a giugno con la demolizione dell'Ala Est, quella più visibile dal mare.
Tuttavia, ci si limitò a un intervento parziale che lasciò una parte delle strutture cementizie ancora erette e soprattutto l'intervento risparmiò il pesante basamento della struttura.

## Dopo la demolizione
L'opera di demolizione fu criticata da alcuni sindacati della zona, in particolare del "Sindacato Azzurro" (un piccolo movimento che in precedenza si era già opposto alla chiusura di alcune discariche abusive e aveva chiesto l'abrogazione dell'obbligo di assicurazione) e dagli stessi Mazzitelli, i quali dichiararono di aver incominciato l'abbattimento solo per mantenere la proprietà del terreno e sostennero che la demolizione avrebbe reso il terreno instabile, mettendo a rischio la strada statale che si trova in cima alla scogliera.
Nonostante tutto, l'area rimase di proprietà di Dante Mazzitelli, che approfittando della permanenza del basamento avanzò un primo progetto di sfruttamento dell'area tramite la costruzione di diverse strutture, più piccole.
Il progetto poi venne allargato, aggiungendo al primo albergo da 50 posti uno da 250 in una cava poco distante. Dopo una lunga concertazione, la Provincia e i proprietari dell'area giunsero a un accordo e si cominciò un intervento di ri-edificazione dell'area.
Nel 2004 l'area è stata destinata a parco, e sulle macerie è nato un "Giardino mediterraneo". È stato ridotto di un terzo il volume cementificato, sono stati impiantati alberi e vigneti, in linea con il paesaggio e il rispetto dell’ambiente.